# Casa al carrer de l'Església, 1 (Bàscara)
La Casa al carrer de l'Església, 1 és una obra de Bàscara (Alt Empordà) inclosa a l'Inventari del Patrimoni Arquitectònic de Catalunya. Situada dins del nucli urbà del petit poble d'Orriols, ubicat al sud del terme de Bàscara al qual pertany.

## Descripció
Edifici de planta rectangular, format per tres crugies, amb la coberta de teula de dues vessants i distribuït en planta baixa i pis. La façana principal presenta un portal d'accés d'arc de mig punt bastit amb maons i, damunt seu una finestra amb la llinda sostinguda amb permòdols. Al costat, una altra finestra de les mateixes característiques, amb la llinda substituïda per una biga de fusta. La façana sud presenta, al pis, un finestral rectangular, amb els brancals bastits amb maons i la llinda de pedra gravada amb la inscripció «JOANNES SOLER ME FECIT ANY 1770». Al costat hi ha el forn, de planta quadrada i amb coberta de teula d'un sol vessant.
La construcció està bastida amb pedra desbastada de diverses mides lligada amb morter, amb trams del parament arrebossats.